# Provincie Kawači

Mapa japonských provincií se zvýrazněnou provincií Kawači

Provincie Kawači (japonsky: 河内国; Kawači no kuni) byla stará japonská provincie ležící v regionu Kansai na ostrově Honšú. Sousedila s provinciemi Kii, Jamato, Jamaširo, Seccu a Izumi. Na jejím území se dnes rozkládá jihovýchodní část prefektury Ósaka.
Její staré hlavní město zřejmě leželo v blízkosti dnešního města Fudžiidera. Kawači byla relativně malá provincie. Během období Edo jí vládl hatamoto nebo byla řízena přímo z Ósackého hradu.